# Бета Вовка
Бета Вовка (β Вовка) або Кекуан — зоря в південному сузір'ї Вовка. Вона має видиму зоряну величину 2.7, що робить її помітною неозброєним оком, особливо в районах з меншим світловим забрудненням. Згідно з вимірюваннями паралакса, Бета Вовка знаходиться на відстані приблизно 383 світлових років (117 парсеків) від Землі.

## Характеристика
Зоря Бета Вовка має зоряний клас B2 III, що вказує на те, що це гігантська зоря. Її температура зовнішнього шару складає 24 090 К, через що вона світиться яскраво блакитним кольором, що є характерним для зір цього типу. Вік Бета Вовка близько 25 мільйонів років, і вона наближається до кінця етапу, коли водень перетворюється на гелій. Це означає, що зоря стане червоним надгігантом — ще однією стадією в її еволюції. Маса Бета Вовка приблизно в 8,8 рази більша за масу Сонця, що означає, що зоря може вибухнути як наднова типу II, коли її життя підійде до кінця. Проте є ймовірність, що зоря може стати білим карликом, якщо її маса не буде достатньою для вибуху. Бета Вовка також є змінною зорею типу Бета Цефеї, що означає, що її яскравість змінюється з часом. Ці коливання відбуваються кожні 5,5 годин, або 0,232 доби. Це явище пов'язане з пульсаціями в самій зорі. Зоря також має великий власний рух — понад 50 мілісекунд на рік, що свідчить про її високу швидкість на небесній сфері. Бета Вовка розташована на небі приблизно на 1,3° на південний захід від залишків наднової зорі SN 1006.

## Назва
У китайській астрономії зоря Бета Вовка має назву 騎官四 (Qí Guān sì), що в перекладі означає «Четверта зоря імператорської гвардії». Ця назва відноситься до астеризму, що складається з десяти зір, серед яких Бета Вовка, а також інші зорі сузір'я Вовк. Назва «Імператорські гвардії» символізує розташування цих зір у певній формації, що нагадує охоронців імператора в китайській традиції. З французького перекладу цієї китайської назви утворилася традиційна європейська назва для Бета Вовка — Кекукан (Ke Kwan).